# Caspar Adelmann
Caspar Adelmann (* 1641 wohl in Eichstätt; † 30. September 1703 in Rottenburg) war ein deutscher Jesuitengelehrter und akademischer Lehrer.

## Leben
Adelmann entstammte der Ehe der Eichstätter Tuchmachers und Ratsmitglieds Melchior Adelmann und seiner zweiten Frau Maria. An Geschwistern hatte er unter anderen zwei jüngere Brüder Balthasar und Joseph. Entgegen Angaben in der älteren Literatur, die die drei Brüder der Adelsfamilie Adelmann von Adelmannsfelden zurechneten, stellte Flachenecker ihre bürgerliche Herkunft klar.
Adelmann besuchte ab dem 19. Oktober 1655 die Rudimenta des Eichstätter Jesuitengymnasiums, des „Collegium Willibaldinum“. Am 24. September 1658 wechselte er als „Casparus Adelman“ in die Rhetorikklasse des Ingolstädter Jesuitengymnasiums über. Vermutlich 1659 begann er mit dem Studium der Philosophie an der dortigen Jesuitenuniversität, das er nach den üblichen drei Jahren 1662 abschloss. Er wurde öffentlich zum Magister der Philosophie promoviert und trat am 30. September 1662 in den Jesuitenorden ein. Das zweijährige Novizendasein verbrachte er im Noviziat der Oberdeutschen Jesuitenprovinz in Landsberg am Lech und legte bei Abschluss des Noviziats die Gelübde ab.
1664 schloss sich eine mehrjährige Lehrtätigkeit an, ab 1667 an der Jesuitenuniversität mit Gymnasium in Dillingen. Gleichzeitig absolvierte er ab 1668 in Ingolstadt das vierjährige Studium der Theologie und empfing am 10. Juni 1672 in Eichstätt die Priesterweihe.
Nach dem Tertiarjahr 1672/73 in Altötting lehrte er 1673/74 in der Logikklasse in Landsberg und 1674 bis 1676 in Porrentruy (Schweiz), wo er auch Studienpräfekt war. Anschließend leitete er in Luzern den dreijährigen Philosophiekurs und legte dort am 2. Februar 1677 seine letzten Gelübde ab, mit denen er sich für Lebzeiten an den Orden band.
Im Oktober 1679 wurde Caspar als ordentlicher Professor an die von den Jesuiten geleitete bayerische Landesuniversität Ingolstadt berufen. Ab 1683 wirkte er als Scholarenpräfekt in Dillingen. Am 12. November 1686 wurde er in Konstanz, wohin wegen der französischen Besetzung die Universität Freiburg im Breisgau verlegt worden war, zum Doktor der Theologie promoviert. Dort hatte er bis 1691 den zweiten Lehrstuhl für Scholastik inne und lehrte 1687/88 zusätzlich Moral. Dreimal war er Dekan der Theologischen Fakultät.
1691 kehrte er von Konstanz nach Ingolstadt zurück, wo er bis 1695 Moral lehrte. 1697 bis 1700 war er Rektor der Jesuiten in Feldkirch und 1700 bis zu seinem Tod in Rottenburg am Neckar.
Eine eigenständige wissenschaftliche Tätigkeit, die sich in Veröffentlichungen hätte niederschlagen können, war im ausgehenden 17. Jahrhundert bei den Jesuiten nicht vorgesehen.

## Werke (ungedruckt)
- Assertiones Philosophicae … Ingolstadt 1682.
- Disputatio de anima. Ingolstadt 1682.